# Misión de Santa Cruz (California)
La Misión Santa Cruz o Misión de la Exaltación de la Santa Cruz fue una misión del siglo XVIII de época novohispana situada en Santa Cruz, California, Estados Unidos
El Parque Histórico Estatal de la Misión de Santa Cruz comprende tanto el yacimiento arqueológico y ruinas de la misión, el Neary-Rodriguez Adobe, el Adobe Perdido y la capilla de la Misión de Santa Cruz construida como una réplica de la capilla original de la misión.

## Historia
Fue fundada el 28 de agosto de 1791 junto al río San Lorenzo por el franciscano Fermín Francisco Lasuen para la evangelización de los indígenas Awaswas de la población Uypi de Aulintak. Fermín Lasuen fue sucesor del padre Junípero Serra. Su nombre tiene su origen en el arroyo Santa Cruz, denominado así por Juan Crespí durante la exploración de Gaspar de Portolá en Alta California de 1769.  Se encontraba bajo la jurisdicción y protección del presidio de San Francisco (actual San Francisco). La misión tuvo una primera ubicación en Mission Hill, siendo trasladada hasta 1793 para salvar las inundaciones del río San Lorenzo.

La misión supuso el esfuerzo en la evangelización de los Costeños o Amah Mutsun (Ohlone) primero, y de los Yokuts después.Entre los avances introducidos por los franciscanos se encuentra la primera autopsia de Alta California.

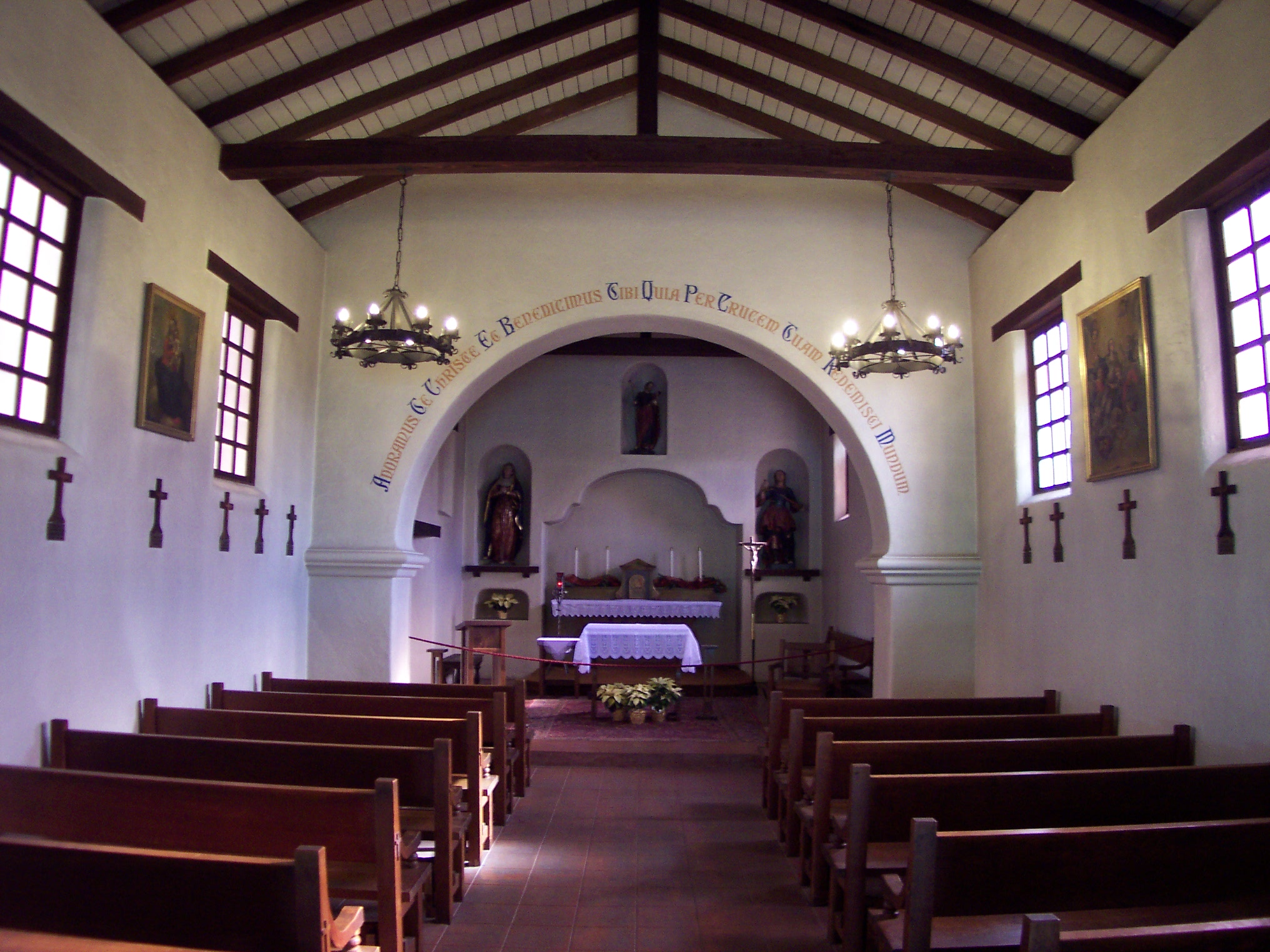
Dentro de la réplica de la capilla de la misión

El sistema misional de Alta California se complementó con la fundación de villas, como el caso de la villa de Branciforte (1797) en la orilla opuesta del río San Lorenzo. Las luchas de poder entre los franciscanos de la misión y los vecinos de Branciforte para retener a los neófitos resultaron en acusaciones cruzadas. Además, en octubre de 1812 el padre Andrés Quintana fue asesinado durante una revuelta originada por la dureza de los castigos a los indígenas de la misión. La misión llegó a contar con más de treinta edificios, entre ellos la iglesia, almacenes y dependencias auxiliares, horno y estancias de los misioneros y para los acólitos. Otros testimonios de la misión son el Parque Plaza (Plaza Park) que ocupa el lugar de la explanada principal de la misión. 

Durante la época de inestabilidad de la independencia de Hispanoamérica, en 1818 tanto los vecinos de la misión de Santa Cruz como los de Branciforte repelieron la incursión del crucero corsario de La Argentina del francés Hipólito Bouchard. Tras el ataque de Bouchard se produjo el declive de la misión. 

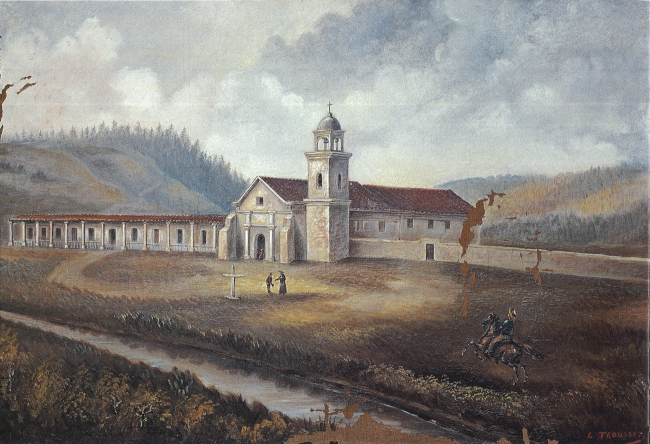
Misión Santa Cruz, 1876

Uno de los testimonios más relevantes sobre la historia de la misión corresponde al indígena Lorenzo Asisara, nacido en la misión en 1819, quien dio cuenta en 1877 de la época de los castigos del padre Quintana y del ataque de Bouchard a Branciforte. 

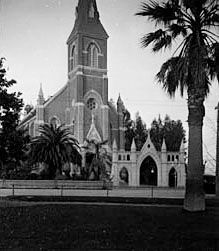
Iglesia de la Santa Cruz (c. 1900)

La fachada original en adobe de la misión fue destruida por el terremoto de Fort Tejon de 1857. El edificio original cambió de uso, al tiempo que se construyó junto a éste una nueva iglesia en madera, que se terminó en 1858. Además, el lugar que ocupaban el cementerio y capilla del siglo XVIII fue empleado en 1889 para la construcción de la iglesia de Santa Cruz en estilo neogótico.
La réplica de la misión del siglo XVIII data de 1930, y en la actualidad es una capilla de la parroquia de Santa Cruz. Las obras fueron financiadas por Gladys Sullivan Doyle para el proyecto se tomó como referencia un cuadro de la iglesia fechado en 1876 de León Trusset. Los trabajos corrieron a cargo de Tranquilino Costella, de origen italiano. Además, las estancias de los acólitos indígenas fueron restauradas, dando lugar al museo del Parque Histórico Estatal de la Misión de Santa Cruz .
En 1876 el South Pacific Coast Railroad construyó un túnel bajo Mission Hill, desde la calle Amat a la calle Chesnut, que actualmente da servicio al tren turístico de Santa Cruz, Big Trees and Pacific Railway entre Santa Cruz y Felton. 

## Parque y distrito histórico de la Misión de Santa Cruz
La Misión de Santa Cruz está designada como Monumento Histórico de California con el número 342. El Adobe Neary-Rodríguez se agregó al Registro Nacional de Lugares Históricos del Condado de Santa Cruz, California, con el número de sitio 75000484 el 24 de febrero de 1975, y al Área de Mission Hill como Distrito Histórico de los Estados Unidos con el número de sitio 76000530 el 17 de mayo de 1976. El Neary-Rodriguez Adobe es el único edificio original de la Misión. Consiste en un edificio de varias habitaciones que en un tiempo albergó a familias indígenas estadounidenses locales Yokuts y Ohlone, situado en 144 School Street.
La pequeña réplica de la capilla se utiliza principalmente para servicios privados, misas diarias (MF) y oración de la mañana del sábado.
Los trabajos arqueológicos identificaron el cementerio en 1993, siendo rehabilitado a lo largo de los años como jardín ornamental junto al antiguo muro y lápidas de la misión. 

### Adobe Perdido
Durante los años 70 del siglo XX se localizaron unos restos arqueológicos de una edificación de dieciocho habitaciones denominada Adobe Perdido. Se identificaron artefactos tanto de época española como de época mexicana, como vidrios, cerámica, porcelana y botones de fénix.      El uso más probable de esta construcción fue la de estancia para los vecinos Yokuts y Ohlone de la misión en el periodo mexicano de 1820 y 1830. Actualmente el sitio arqueológico se encuentra en una propiedad privada y no es visitable. 